# Emma Breedveld
Emma Breedveld (Bussum, 1974) is een Nederlandse violiste en altvioliste.

## Biografie
Zij was een leerling van de vioolpedagoge Coosje Wijzenbeek in Hilversum. Daarna studeerde zij aan het Utrechts Conservatorium en ten slotte aan het Conservatorium van Amsterdam bij István Párkányi. Ook volgde zij masterclasses bij Ivry Gitlis en Gilles Apap. Bij Giora Feidman maakte zij zich de Joodse klezmermuziek eigen.
Emma Breedveld was zes jaar lang eerste violist bij het Escher Ensemble, waarvan zij ook de artistieke leiding had. Zij maakte tot 2011 deel uit van het Sexteto Canyengue van Carel Kraayenhof, achtereenvolgens als tweede violist en altist en sinds 2005 als eerste violist. Zij is de oprichter van het Trio Escapada en speelt ook viool in het Ives Ensemble en het Floreal Strijkkwartet en altviool in het ensemble Nieuw Amsterdams Peil. Zij is viooldocent aan het Conservatorium van Amsterdam en aan de Muziekschool Amsterdam.
Emma Breedveld bespeelt een viool van Giacinto Santagiuliana uit 1804, ter beschikking gesteld door het Nationaal Muziekinstrumenten Fonds.